# Parafia Świętych Apostołów Piotra i Pawła w Kątach Wrocławskich
Parafia pw. Świętych Apostołów Piotra i Pawła w Kątach Wrocławskich znajduje się w dekanacie Kąty Wrocławskie w archidiecezji wrocławskiej.  Jej proboszczem jest ks. Krzysztof Tomczak. Obsługiwana przez księży archidiecezjalnych. Erygowana w XIV wieku.